# Šapjane
Šapjane – wieś w Chorwacji, w żupanii primorsko-gorskiej, w gminie Matulji. W 2011 roku liczyła 188 mieszkańców.